# John Frederick Kensett
John Frederick Kensett (ur. 22 marca 1816 w Cheshire w Connecticut, zm. 14 grudnia 1872 w Nowym Jorku) – amerykański malarz pejzażysta i ilustrator, przedstawiciel Hudson River School.

## Życiorys
Początkowo zajmował się rytownictwem, którego uczył się u ojca Thomasa Kensetta i wuja Alfreda Daggetta. W 1838 wyjechał do Nowego Jorku, gdzie zatrudnił się jako grawer map i banknotów. W wolnym czasie studiował malarstwo.
W latach 1840–1857, wraz z Johne Casilearem, Asherem Durandem i Thomasem Rossiterem, odbył podróż studyjną do Europy. Przebywał w Anglii, Francji, Szwajcarii i Włoszech; interesował się też malarstwem holenderskim.
Po powrocie w 1847 do Stanów Zjednoczonych Kensett osiadł w Nowym Jorku. Miał już wtedy ugruntowaną reputację jednego z najbardziej utalentowanych pejzażystów swoich czasów, dzięki swoim obrazom przysyłanym z Europy. W 1849 został pełnoprawnym członkiem National Academy of Design. Wcześniej wystawiał tam w latach 1838 i 1845, a od 1847 corocznie aż do śmierci. Był też członkiem Artists' Fund Society i członkiem założycielem Century Association, a w 1870 fundatorem Metropolitan Museum of Art w Nowym Jorku.
Zmarł w wyniku powikłań związanych z zapaleniem płuc w 57. roku życia.

## Twórczość
Kensett był przedstawicielem drugiej generacji Hudson River School, identyfikowanej z luminizmem. Malował głównie pejzaże Nowego Jorku, Nowej Anglii, New Jersey i Long Island. Jego prace charakteryzują się doskonałym rysunkiem, bogatą perspektywą powietrzną i wyrafinowaną paletą. Eksperymentował z nasyceniem i odcieniami barw, co zaowocowało typowym dla luminizmu efektem ciepłego, mieniącego się światła, przenikającego najwspanialsze jego kompozycje. Z czasem artysta rozwinął własny, unikalny styl i technikę malarstwa pejzażowego. Skupiał się na wyważonej prostocie projektu, geometrycznej precyzji i oszczędności form, a przede wszystkim na bogactwie odcieni eksplorujących kolor i tworzących nastrój intymnego spokoju.

## Wystawy
Kensett brał udział w najważniejszych wystawach amerykańskich oraz w wystawach paryskich w latach 1867 i 1878. Jego prace prezentowane były na wystawach zbiorowych poświęconych pejzażowi, takich jak: „200 Ans de Peinture Américaine. Collection du Wadsworth Atheneum” w Galeries Lafayette w Paryżu (1989) czy „American Sublime” w Tate Britain w Londynie (2002). Jego prace były również tematem wystawy objazdowej w 1985 w Worcester Art Museum, Los Angeles County Museum of Art i Metropolitan Museum of Art w Nowym Jorku.

## Galeria

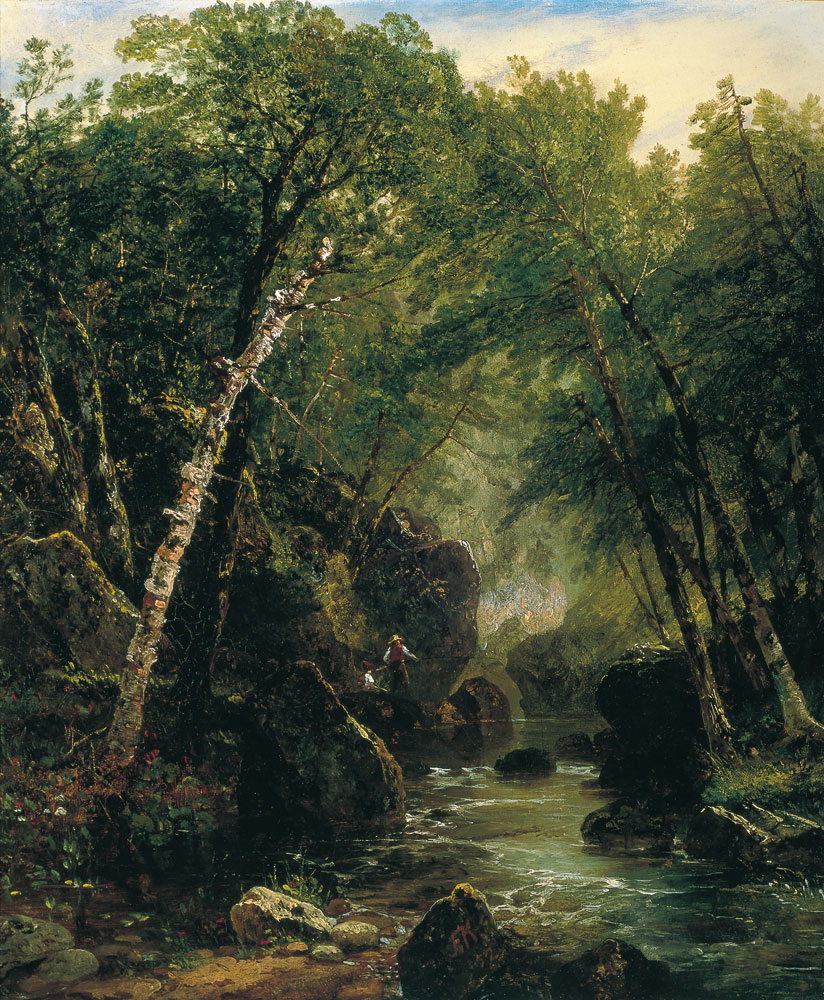
Trout Fisherman, 1852, Muzeum Thyssen-Bornemisza, Madryt
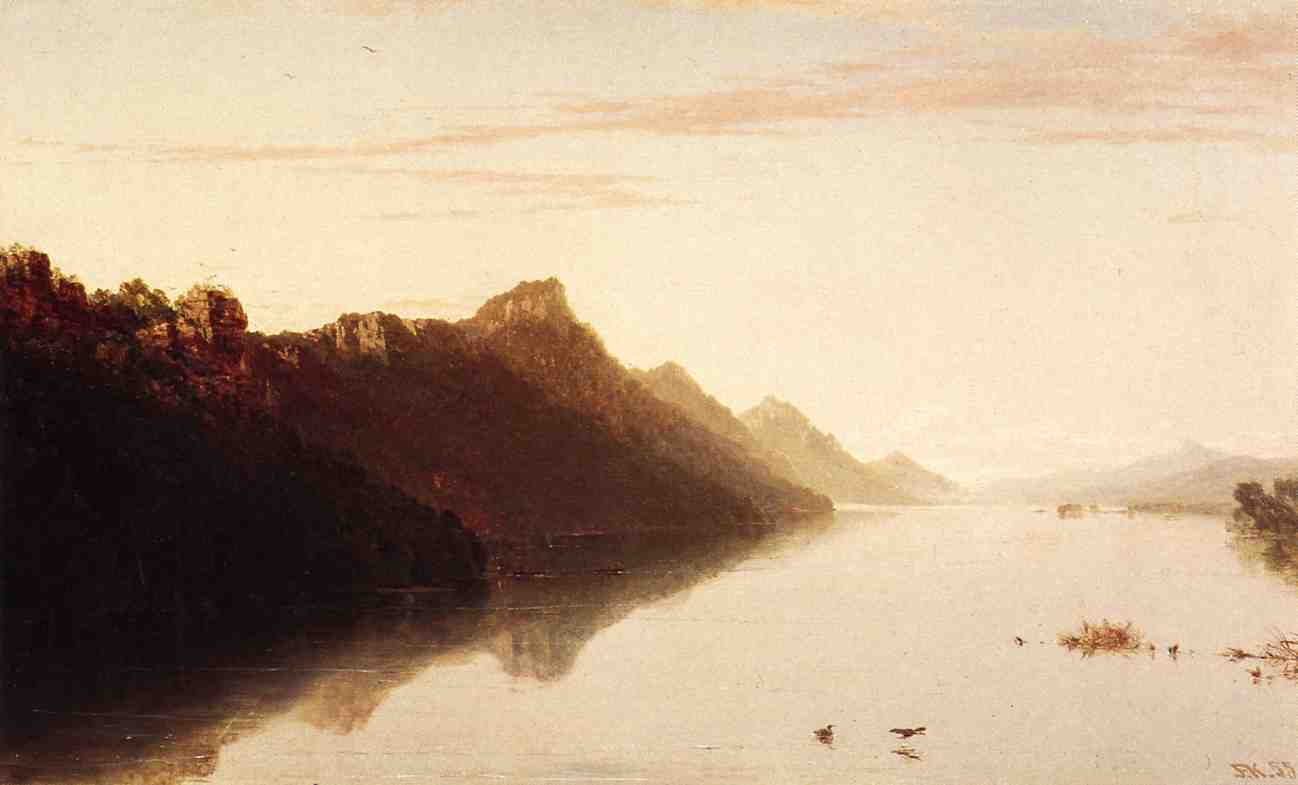
Upper Mississippi, 1855, Saint Louis Art Museum
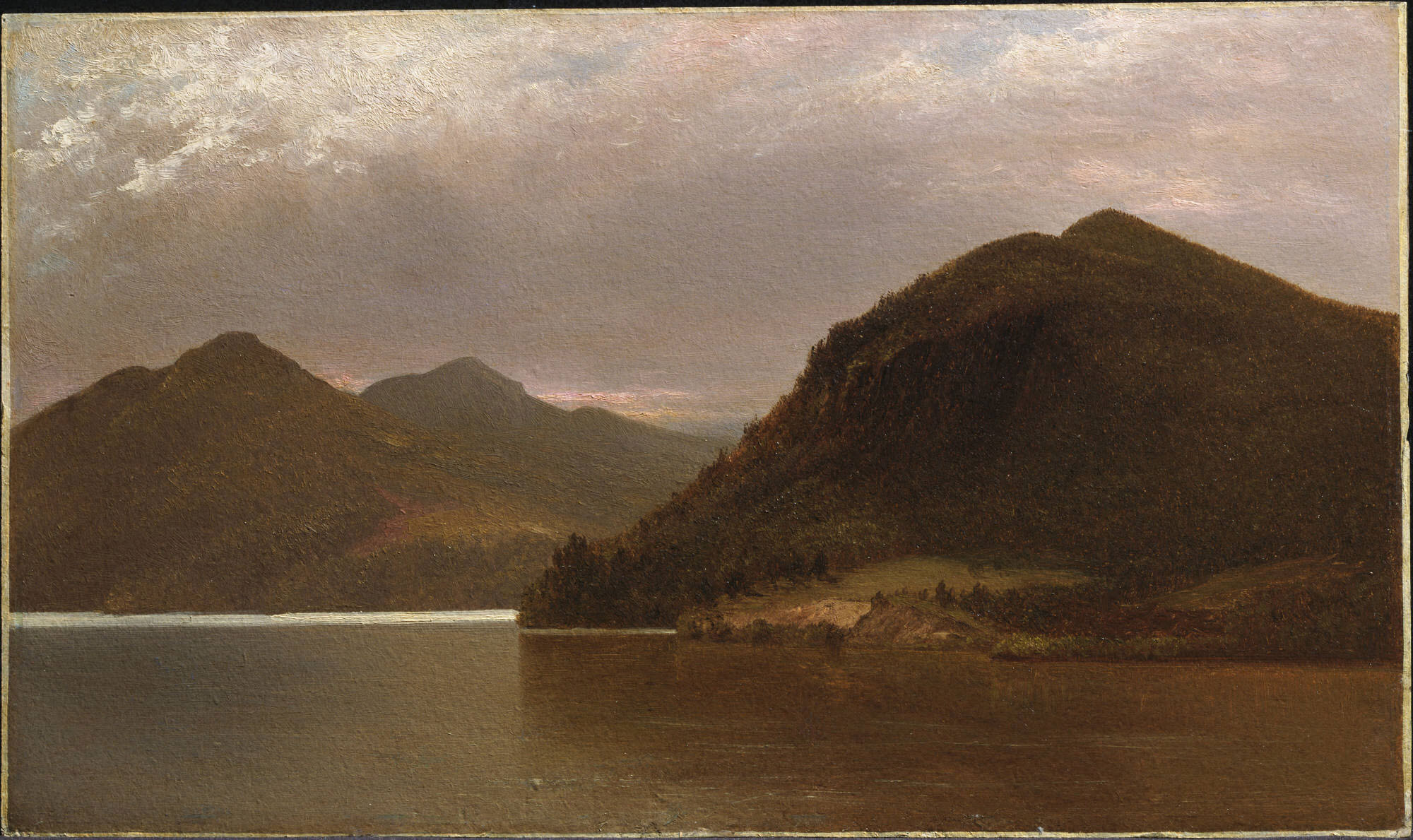
Lake George, ok. 1870, Princeton University Art Museum
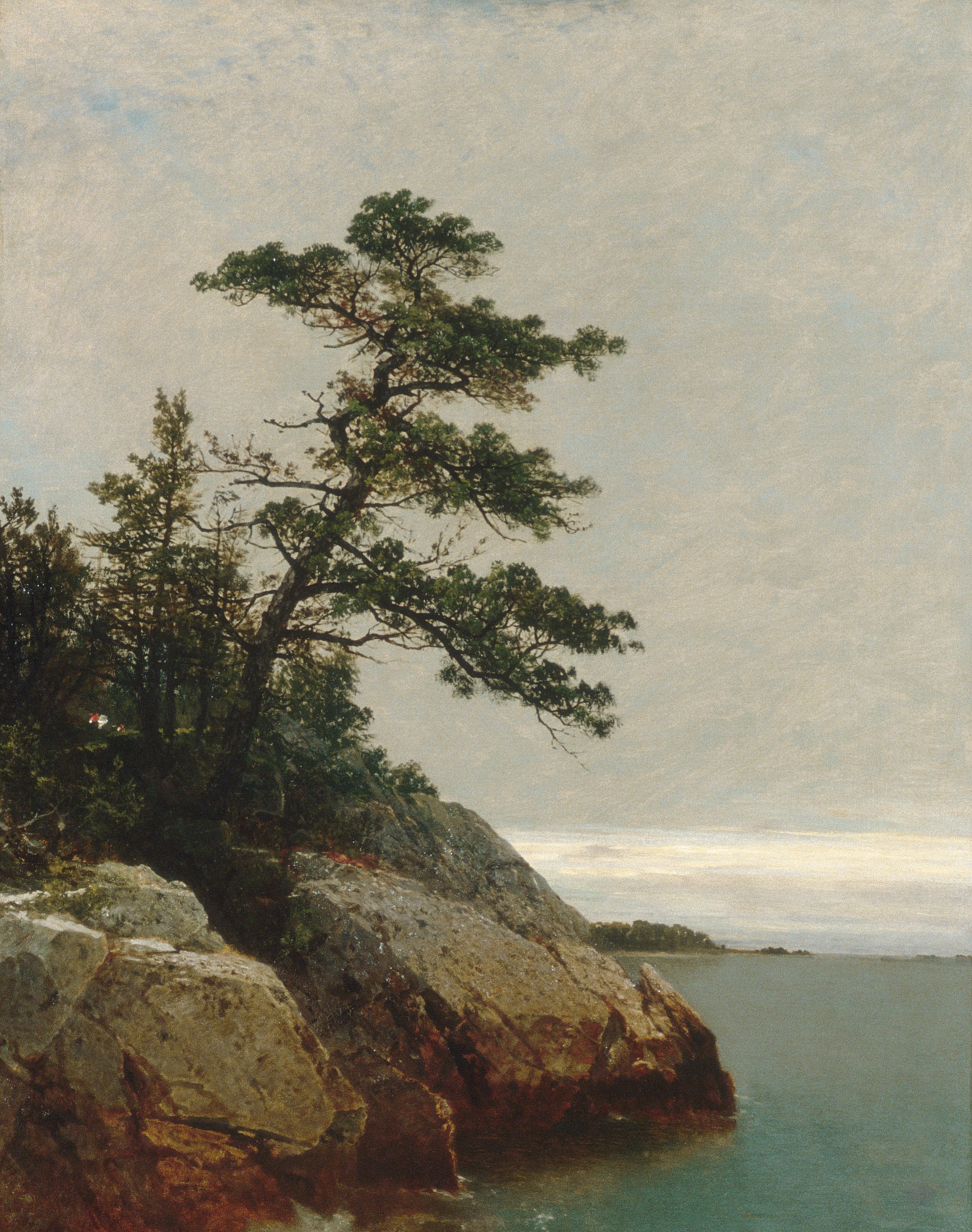
The Old Pine, ok. 1872, Metropolitan Museum of Art, Nowy Jork
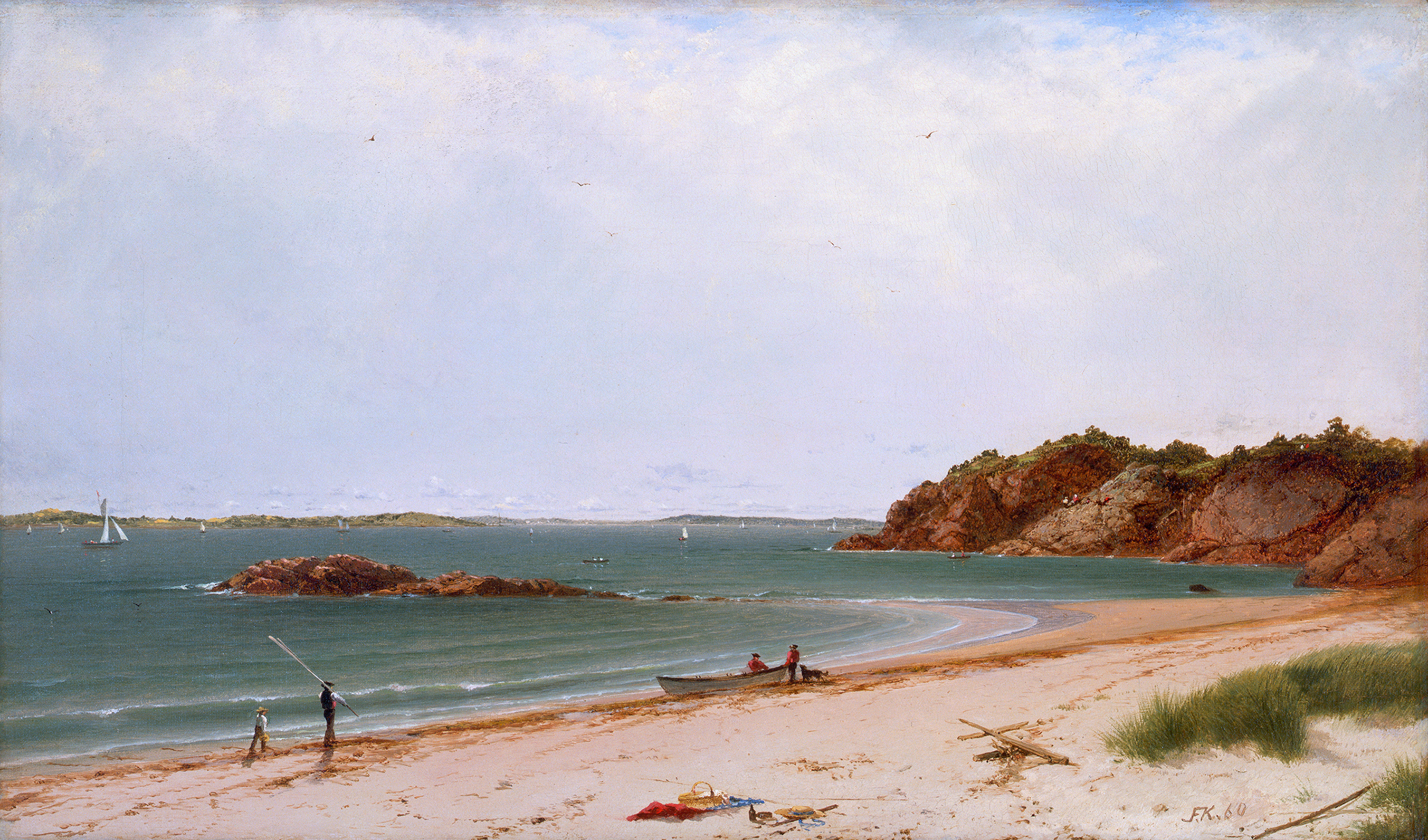
View of the Beach at Beverly (Massachusetts), 1860, Santa Barbara Museum of Art
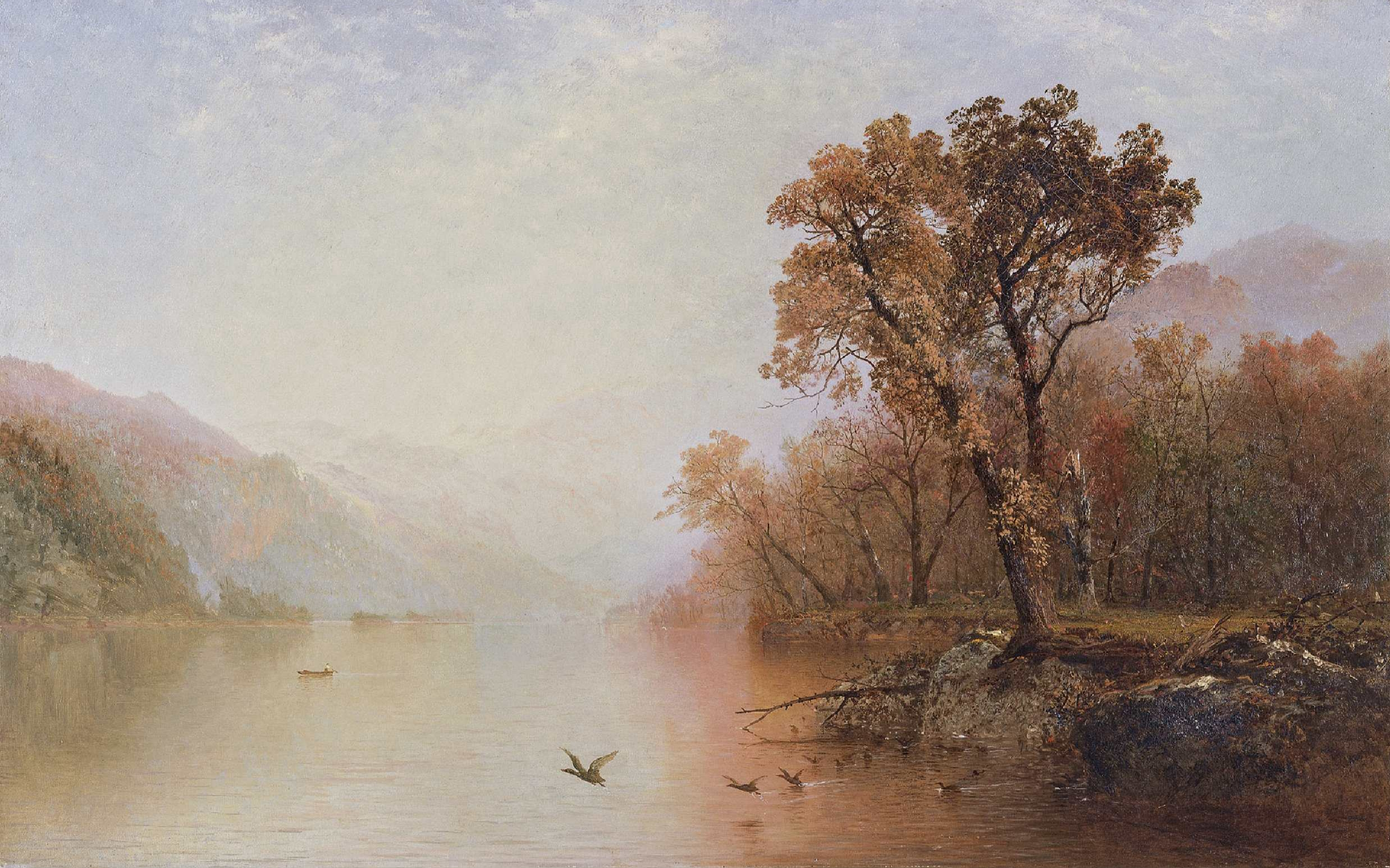
Lake George, 1860–1869, Muzeum Thyssen-Bornemisza, Madryt
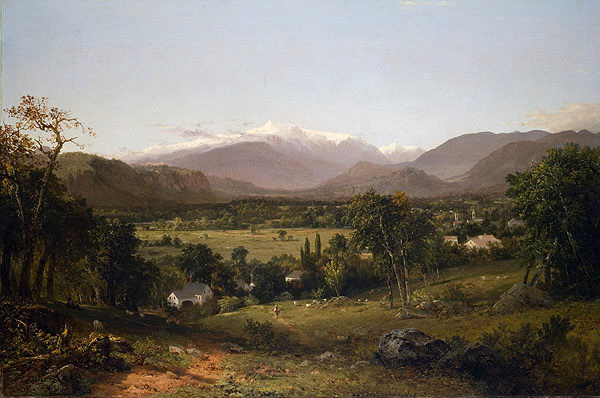
Mount Washington from the Valley of Conway, 1869, The Wellesley College Museum
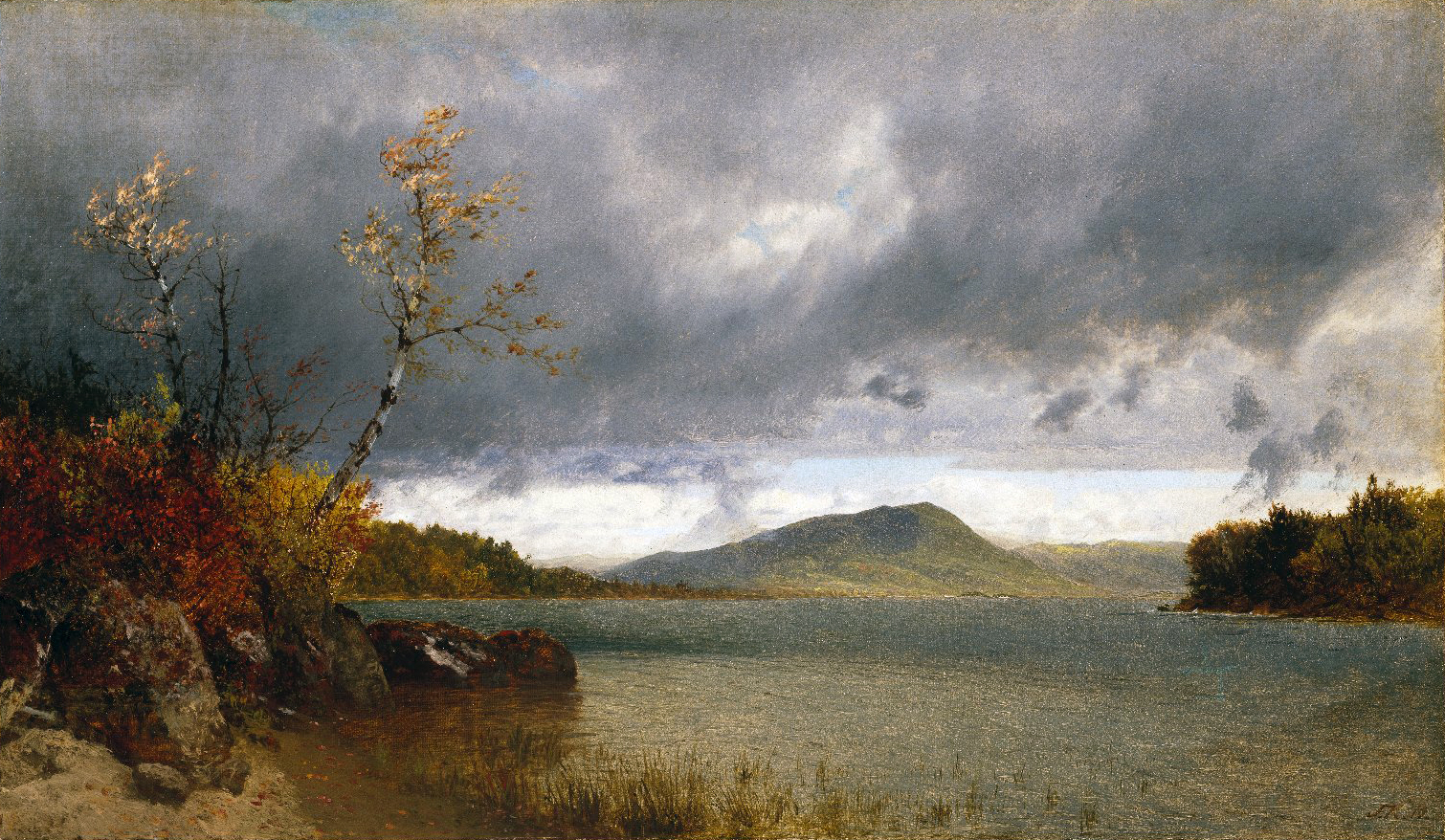
Lake George, 1870, Brooklyn Museum, Nowy Jork